# Região Geográfica Imediata de Eunápolis-Porto Seguro
A Região Geográfica Imediata de Eunápolis-Porto Seguro é uma das 34 regiões imediatas do estado brasileiro da Bahia, uma das 4 regiões imediatas que compõem a Região Geográfica Intermediária de Ilhéus-Itabuna e uma das 509 regiões imediatas no Brasil, criadas pelo IBGE em 2017. É composta de 8 municípios.

## Municípios
| Município           | População Estimativa 2018 | PIB (2015) Em mil reais | PIB per Capita (2015) | Área (km²)    |
| ------------------- | ------------------------- | ----------------------- | --------------------- | ------------- |
| Belmonte            | 23 214                    | R$ 280 860              | R$ 11,821             | 1 931,99      |
| Eunápolis           | 112 318                   | R$ 2 276 564            | R$ 20,112             | 1 425,97      |
| Guaratinga          | 20 991                    | R$ 225 756              | R$ 10,098             | 2 189,40      |
| Itabela             | 30 413                    | R$ 311 115              | R$ 10,018             | 924,93        |
| Itagimirim          | 6 914                     | R$ 107 979              | R$ 14,689             | 876,80        |
| Itapebi             | 10 306                    | R$ 445 945              | R$ 40,980             | 1 013,08      |
| Porto Seguro        | 146 625                   | R$ 2 297 998            | R$ 15,801             | 2 287,09      |
| Santa Cruz Cabrália | 27 626                    | R$ 300 045              | R$ 10,630             | 1 459,83      |
| Total               | 378 407                   | R$ 6 246 262            | R$ 16,340             | 12 109,09 Km² |